# Дірборн (Міссурі)
Дірборн (англ. Dearborn) — місто (англ. city) в США, в округах Б'юкенан і Платт штату Міссурі. Населення — 482 особи (2020).

## Географія
Дірборн розташований за координатами 39°31′33″ пн. ш. 94°46′30″ зх. д. / 39.52583° пн. ш. 94.77500° зх. д. (39.525772, -94.774919).  За даними Бюро перепису населення США в 2010 році місто мало площу 2,35 км², з яких 2,30 км² — суходіл та 0,05 км² — водойми.

## Демографія
Згідно з переписом 2010 року, у місті мешкало 496 осіб у 234 домогосподарствах у складі 120 родин. Густота населення становила 211 особа/км².  Було 269 помешкань (115/км²).
Расовий склад населення:
| - 96,4 % — білих - 0,4 % — чорних або афроамериканців - 0,2 % — корінних американців - 1,2 % — осіб інших рас |

До двох чи більше рас належало 1,8 %. Частка іспаномовних становила 2,6 % від усіх жителів.
За віковим діапазоном населення розподілялося таким чином: 23,2 % — особи молодші 18 років, 57,8 % — особи у віці 18—64 років, 19,0 % — особи у віці 65 років та старші. Медіана віку мешканця становила 38,7 року. На 100 осіб жіночої статі у місті припадало 94,5 чоловіків;  на 100 жінок у віці від 18 років та старших — 96,4 чоловіків також старших 18 років.
Середній дохід на одне домашнє господарство  становив 54 327 доларів США (медіана — 50 417), а середній дохід на одну сім'ю — 62 104 долари (медіана — 53 750). За межею бідності перебувало 17,7 % осіб, у тому числі 23,5 % дітей у віці до 18 років та 9,8 % осіб у віці 65 років та старших.
Цивільне працевлаштоване населення становило 193 особи. Основні галузі зайнятості: виробництво — 19,2 %, мистецтво, розваги та відпочинок — 13,5 %, освіта, охорона здоров'я та соціальна допомога — 10,4 %, транспорт — 9,8 %.